# Cornelia Seebacher
Cornelia Seebacher (* 20. März 1992 in Schladming) ist eine österreichische Geschwindigkeitsskifahrerin.

## Werdegang
Bei ihren ersten Speedski-Weltmeisterschaften 2013 in Vars belegte sie den vierten Platz in der SDH-Klasse. Am 16. März 2013 gab sie ihr Debüt im Speedski-Weltcup, kam gleich in ihrer ersten Saison viermal unter die ersten vier und stand davon dreimal auf dem Podest. Bei den Speed Master 2013 in Verbier belegte sie Platz eins. In der Saison 2014 könnte sie in Vars, Grandvalira und Sun Peaks jeweils ein Speedrennen gewinnen. In der Gesamtwertung in der SDH-Klasse belegte sie den ersten Platz.

## Erfolge

### Weltmeisterschaft
- Vars 2013: 4. SDH-Klasse

### Weltcup
- 6 Podestplätze, davon 3 Siege:

|                | Datum            | Ort         | Land       |
| -------------- | ---------------- | ----------- | ---------- |
| Speed Downhill |                  |             |            |
| 01             | 25. Januar 2014  | Vars        | Frankreich |
| 02             | 22. Februar 2014 | Grandvalira | Andorra    |
| 03             | 7. März 2014     | Sun Peaks   | Kanada     |

- Weltcupplatzierung

| Saison | Gesamt | Klasse |
| ------ | ------ | ------ |
| 2013   | 2.     | SDH    |
| 2014   | 1.     | SDH    |